# Torre Suïssa
La Torre Suïssa és una obra del municipi de Sant Cugat del Vallès (Vallès Occidental) inclosa en l'Inventari del Patrimoni Arquitectònic de Catalunya.

## Descripció
Conjunt de dos xalets bessons, envoltats per un petit jardí. Formats per planta baixa i primer pis. Estan construïts amb bloc de morter. Tant la forma constructiva com l'estil són molt semblants a la casa Bertrand, de la mateixa localitat. Els elements més característics són els balcons i la teulada de faldó